# Acaronia nassa
Acaronia nassa – gatunek słodkowodnej ryby z rodziny pielęgnicowatych (Cichlidae).

## Występowanie
Gatunek ten występuje w dorzeczach rzek Amazonki i Orinoko, głównie w Brazylii, Kolumbii, Wenezueli i Peru.
Zasiedla wody słodkie, takie jak rzeki, strumienie, rozlewiska i jeziora, często w obszarach z bogatą roślinnością.

## Wygląd
Acaronia nassa ma typowe dla pielęgnicowatych, bocznie spłaszczone ciało. Charakteryzuje się ciekawym ubarwieniem, często z metalicznymi odcieniami i wzorami na ciele. Dorasta do około 10–15 cm długości.

## Zachowanie
Jest to ryba wszystkożerna, żywiąca się zarówno pokarmem roślinnym, jak i zwierzęcym (np. małymi bezkręgowcami).
W naturze prowadzi raczej spokojny tryb życia, ale może wykazywać terytorializm, zwłaszcza w okresie tarła.

## Rozmnażanie
Podobnie jak inne pielęgnice, Acaronia nassa opiekuje się swoim potomstwem. Ryby te składają ikrę na twardych powierzchniach, a rodzice pilnują jaj i narybku.

## Akwarystyka
Acaronia nassa jest rzadko spotykana w akwariach, głównie ze względu na małą popularność wśród hodowców. Wymaga zbiornika o pojemności co najmniej 200–300 litrów, z kryjówkami i miękkim podłożem. Może być trzymana w akwariach wielogatunkowych, ale należy unikać łączenia jej z bardzo małymi rybami, które mogłyby zostać potraktowane jako pokarm.

## Ochrona
Gatunek ten nie jest obecnie uznawany za zagrożony, ale jego populacje mogą być narażone na skutki degradacji środowiska, takiej jak zanieczyszczenie wód czy wylesianie.